# Névache

Névache este o comună în departamentul Hautes-Alpes, Franța. În 1 ianuarie 2022 avea o populație de 360 de locuitori.